# Johan Randulf Bull

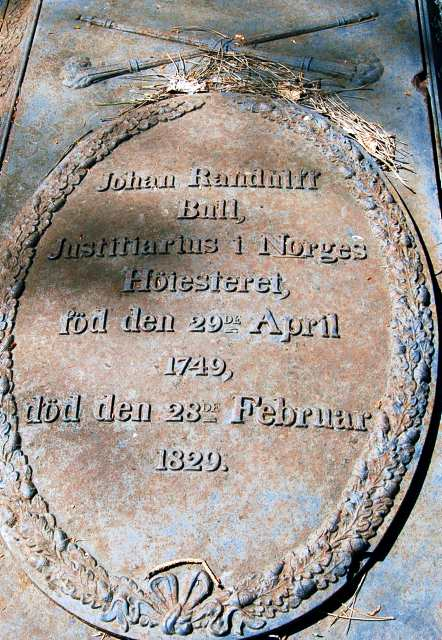
Gravplatta vid Larviks kyrka.

Johan Randulf Bull, född den 29 april 1749 i Stod, Nord-Trøndelag, död den 28 februari 1829 i Larvik, var Norges förste høyesterettsjustitiarius. Han utnämndes 1814, men började detta arbete först året efter, samtidigt som Høyesterett startade sin verksamhet.
Johan Randulf Bull var av trøndersläkten Bull och son till Jørgen Andreas Bull och Dorothea Catharina Wandal Randulf (som var föräldrar till violinisten Ole Bulls farfar). Han gifte sig den 19 april 1782 med Mette Johanne Colbjørnsen, som var syster till juristerna Jacob Edvard och Christian Colbjørnsen. 
Sonen Georg Jacob Bull blev landets fjärde utnämnde høyesterettsjustitiarius. 
J.R. Bull och sonen Georg Jacob bodde på Storgatan i Larvik under 1820-talet - i en gård som stod på samma tomt som dagens gamla post- och telegrafbyggnad (mittemot järnvägsstationen). Gården ägdes vid denna tidpunkt av svenska staten - kung Karl XIV Johan bodde för övrigt här under sitt besök i Larvik 1815. Johan Herman Wessel skrev: "Det skal kule til en trønder". Det var Bull denna utsaga syftade på, då denne en gång fick en hagelladdning i skallen. De var bägge medlemmar av Det Norske Selskab i Köpenhamn.